# Paraguai nos Jogos Olímpicos de Verão de 1992
O Paraguai competiu nos Jogos Olímpicos de Verão de 1992, realizados em Barcelona, Espanha.